# Bådsmand
En bådsmand er en matros der leder det praktiske arbejde på dækket, og som samarbejder direkte med overstyrmanden.